# Willem van Malsen
Willem van Malsen (Utrecht, 7 januari 1940 – Amsterdam, 1 juni 2005) was een Nederlandse beeldend kunstenaar, vooral bekend in de jaren zeventig en tachtig. Van Malsen was tekenaar, schilder, illustrator, cartoonist, déchirure-maker, uitvinder en schrijver. Zijn oeuvre is te zien als één groot vormexperiment, waarbij hij vele verschillende invloeden en stromingen in geheel eigen vorm toepaste.

## Biografie
Van Malsen werd geboren als zoon van de fotograaf Willem van Malsen. Hij werkte van 1967 tot 1970 vanuit Parijs als politiek tekenaar voor het Franse blad L'Enragé, Vrij Nederland en de Haagse Post. In 1970 keerde hij terug naar Nederland. Hij illustreerde werk van onder anderen Mensje van Keulen, Kees van Kooten, Cees Nooteboom en Gerrit Komrij. Zijn werk is geëxposeerd in Parijs en Amsterdam.
In 1999 publiceerden Willem van Malsen (illustraties) en Kees van Kooten (tekst) het kinderboek Het Schaampaard.
Van Malsen was bevriend met onder anderen Mark Brusse, Remco Campert, Kees van Kooten en Jan Mulder. In juni 2005 overleed hij op 65-jarige leeftijd in zijn woonplaats Amsterdam aan de gevolgen van een hersenbloeding.
In het Centraal Museum is in 2008 een tentoonstelling aan hem gewijd. Aan deze tentoonstelling werd een uitzending van het NPS-programma De Kunst gewijd.